# Abbazia di Monte San Michele

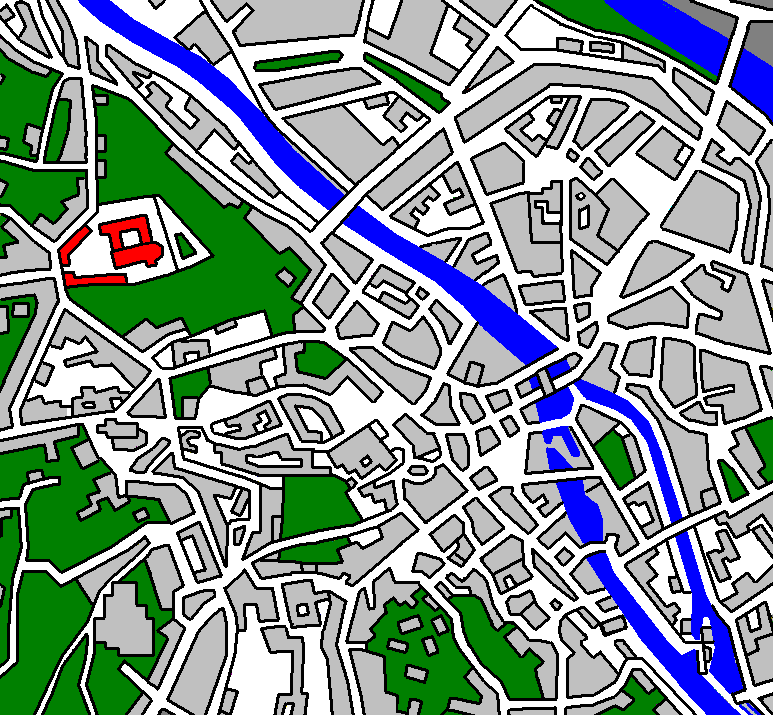
Posizione nel centro storico di Bamberga

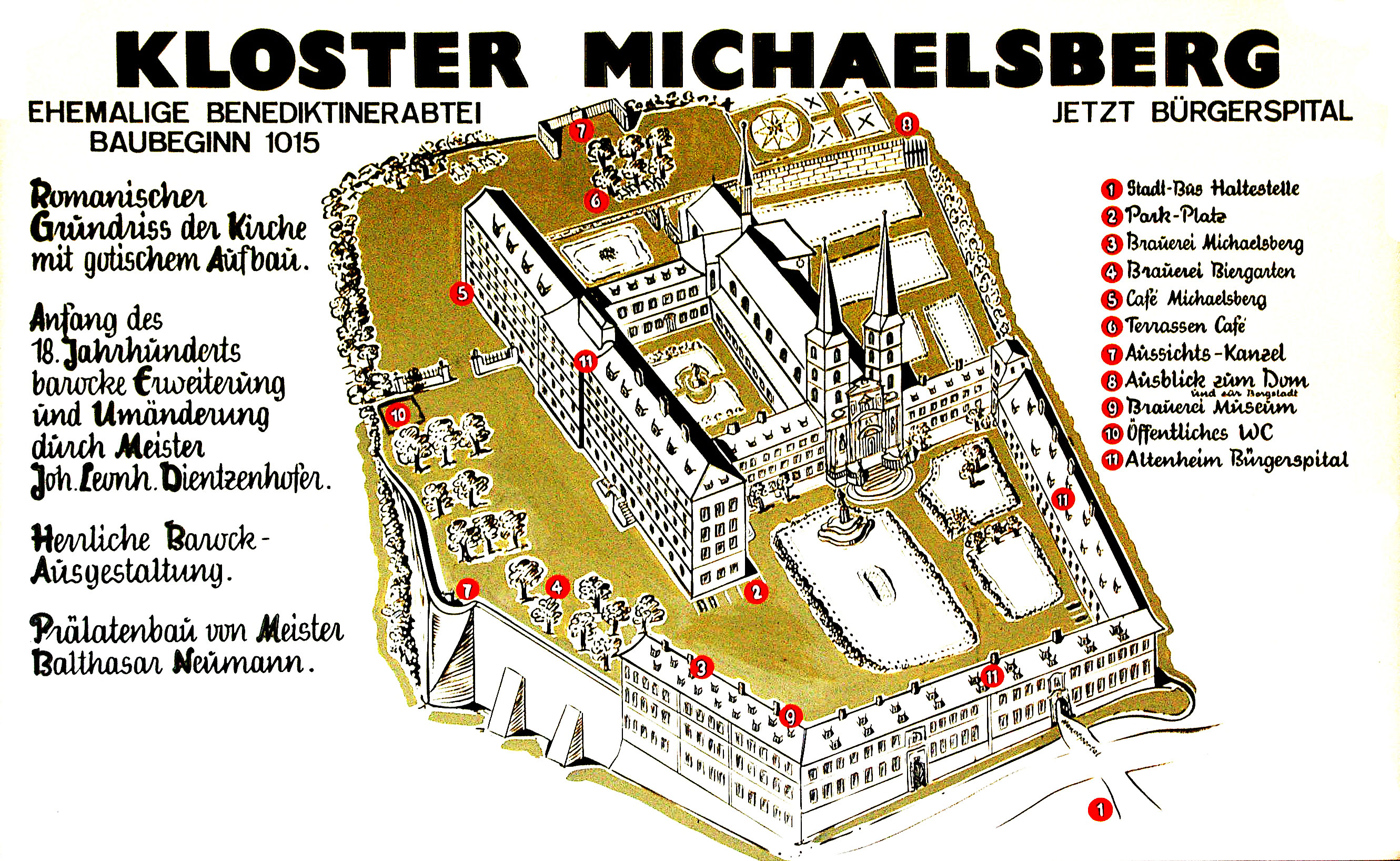
Schizzo del complesso monastico

L'abbazia di Monte San Michele (in tedesco Kloster Michelsberg) è un'antica abbazia benedettina di Bamberga, in Baviera, nell'Arcidiocesi di Bamberga. Dopo la sua dissoluzione, nel 1803, i locali furono utilizzati per lo United Katharinen e l'Elisabethen Hospital, che venne trasferito lì. Questa casa di riposo è ancora presente oggi.

## Storia
Dopo l'istituzione del vescovado di Bamberga da parte dell'imperatore Enrico II, il primo vescovo di Bamberga, Eberhard, fondò il monastero benedettino di San Michele, nel 1015, come monastero episcopale. Di conseguenza, il suo abate era esclusivamente sotto il vescovo di Bamberga. I monaci del Michelsberg originariamente provenivano dalle abbazie di Amorbach e Fulda. 

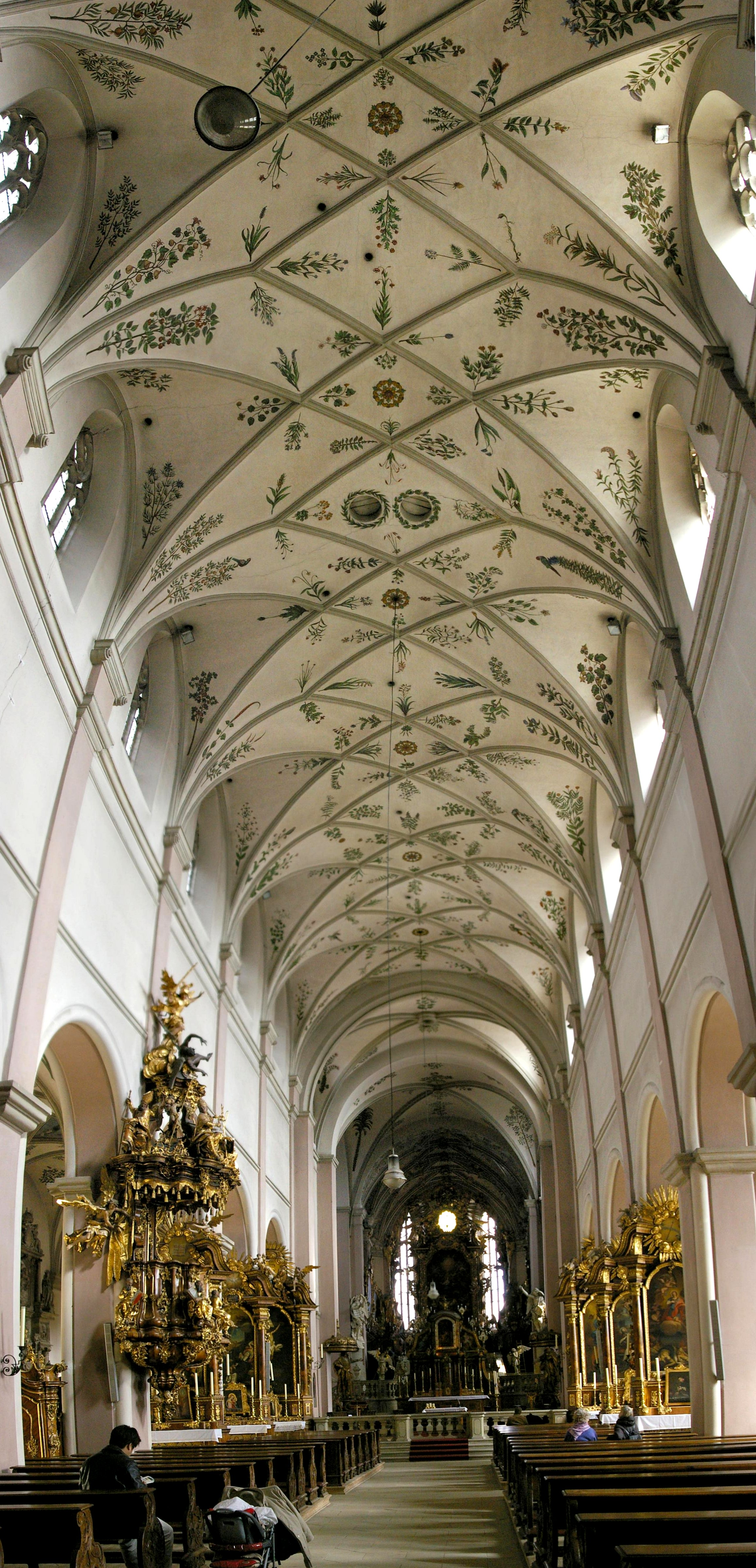
Navata principale della chiesa del monastero

Il monastero conobbe la sua prima fioritura sotto il vescovo Ottone, nel XII secolo, in particolare con la canonizzazione del patrono (vescovo), il vescovo Ottone, sepolto nella chiesa del monastero nel 1189, e la protezione papale dell'abbazia. Dal 1251, l'abbazia di Michelsberg ottenne una crescente indipendenza dal vescovado di Bamberga. I pontificali furono concessi agli abati prima del 1185. La più importante fondazione economica del monastero era basata sulle sue grandi proprietà in 441 località della diocesi.
Nel 1435 il monastero fu saccheggiato dai cittadini di Bamberga. Soffrì anche durante la guerra contadina del 1525, la seconda guerra dei margravi e l'occupazione pluriennale degli svedesi nella guerra dei trent'anni. L'abbazia benedettina conobbe un nuovo periodo di massimo splendore nei secoli XVII e XVIII.
Durante la secolarizzazione, nel 1802, il monastero aveva ancora possedimenti signorili nella città di Bamberga e in non meno di 141 altre città nei dintorni. Il 30 novembre 1802 le truppe bavaresi sequestrarono le proprietà del monastero. La biblioteca del monastero fu trasferita nella Biblioteca elettorale di Bamberga (l'attuale Biblioteca di Stato di Bamberga). I 24 monaci rimasti dovettero lasciare il monastero che entrò in possesso della città di Bamberga, che nel novembre 1803 vi trasferì i vecchi ospedali dal centro città su richiesta dei cittadini. Il Bürgerspital esiste ancora oggi.

## Chiesa del monastero
La prima chiesa fu costruita intorno al 1015 e probabilmente venne distrutta da un terremoto nel 1117. L'attuale edificio è essenzialmente una chiesa romanica, che fu inaugurata nel 1121. Fu danneggiata in un incendio nel 1610, il che significa che la navata (con il soffitto completato nel 1617) e l'edificio ovest (con le due torri occidentali) dovettero essere ricostruiti come nuovi. La struttura in legno dell'organo a canne, che è stata conservata fino ad oggi, è venne costruita poco dopo l'incendio, nel 1610, ed è un'importante opera del tardo Rinascimento tedesco. Dal 1696 Leonhard Dientzenhofer progettò una facciata barocca a due piani sotto l'abate Christoph Ernst. Johann Dientzenhofer progettò la terrazza antistante la chiesa nel 1723. L'ex chiesa abbaziale di San Michele è oggi una chiesa della parrocchia della cattedrale.
Nel 1833, i monumenti funebri dei vescovi di Bamberga, dal XVI al XVIII secolo, furono rimossi dalla cattedrale per ordine del re Ludovico I. Nella loro guida turistica di Bamberga, del 1912, Schneider e Ament scrivono sull'abbazia di Michelsberg: "Una parte molto strana dell'arredamento della chiesa sono quei monumenti tombali dei principi vescovi, che, per ordine del re Ludovico I, furono rimossi dalla cattedrale.“
Alla fine dell'autunno 2012, sono stati rilevati notevoli danni strutturali, quindi si sono resi necessari lavori di ristrutturazione estesi e la chiesa non è più accessibile da allora. Queste misure di rinnovamento della chiesa e del complesso monastico dovrebbero durare fino al 2025.

### Navata centrale con erbario
L'attrazione principale, quando si entra nella chiesa, è il semplice altare del coro, il pulpito e il soffitto a volta con erbe, fiori e animali, che continua anche nelle navate laterali. 

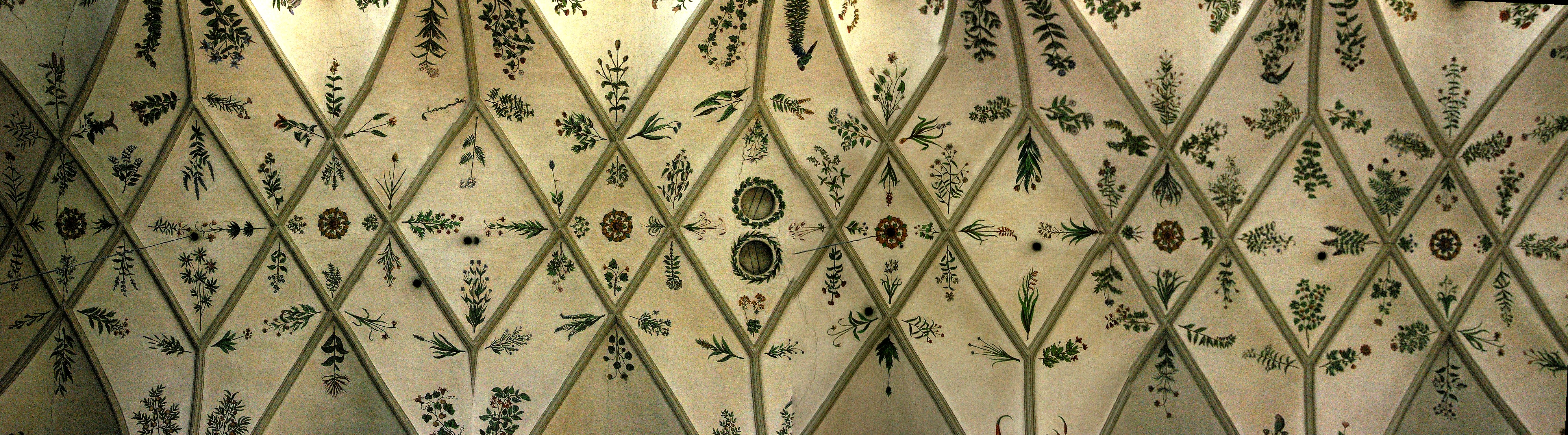
L'erbario sul soffitto a volta della navata centrale

La pittura del soffitto mostra (per così dire, un giardino dipinto come il paradiso terrestre) con quasi 600 piante diverse. I soffitti della navata centrale, delle navate laterali, del transetto e della galleria ovest sono dipinti con un totale di 580 piante, tra cui piante esotiche come ananas, cotone, melograno, tabacco e anche alberi autoctoni, arbusti e frutta come mela, pera, mora e alberi come il faggio. Gli abitanti del luogo si riferiscono alla composizione del soffitto, completata da quattro pittori nel 1617, come a un giardino di erbe o giardino del cielo, che riproduce i giardini delle erbe del monastero.
I dipinti del soffitto raffiguranti piante di diversa origine furono realizzati, tra il 1610 e il 1614, e probabilmente (come la cappella di Allendorf a Würzburg) tratti da un'edizione di un erbario di Mathias de l'Obel conservato a Bamberga e utilizzato come esempio.
È interessante che siano rappresentate piante note in Germania nel XVI secolo. Queste includono, ad esempio, lillà, gelsomino e laburno. Arrivarono a Bamberga attraverso lo scienziato naturalista Carolus Clusius, che lavorava a Vienna. Ma anche i pittori dell'erbario hanno preso in prestito materiale stampato.

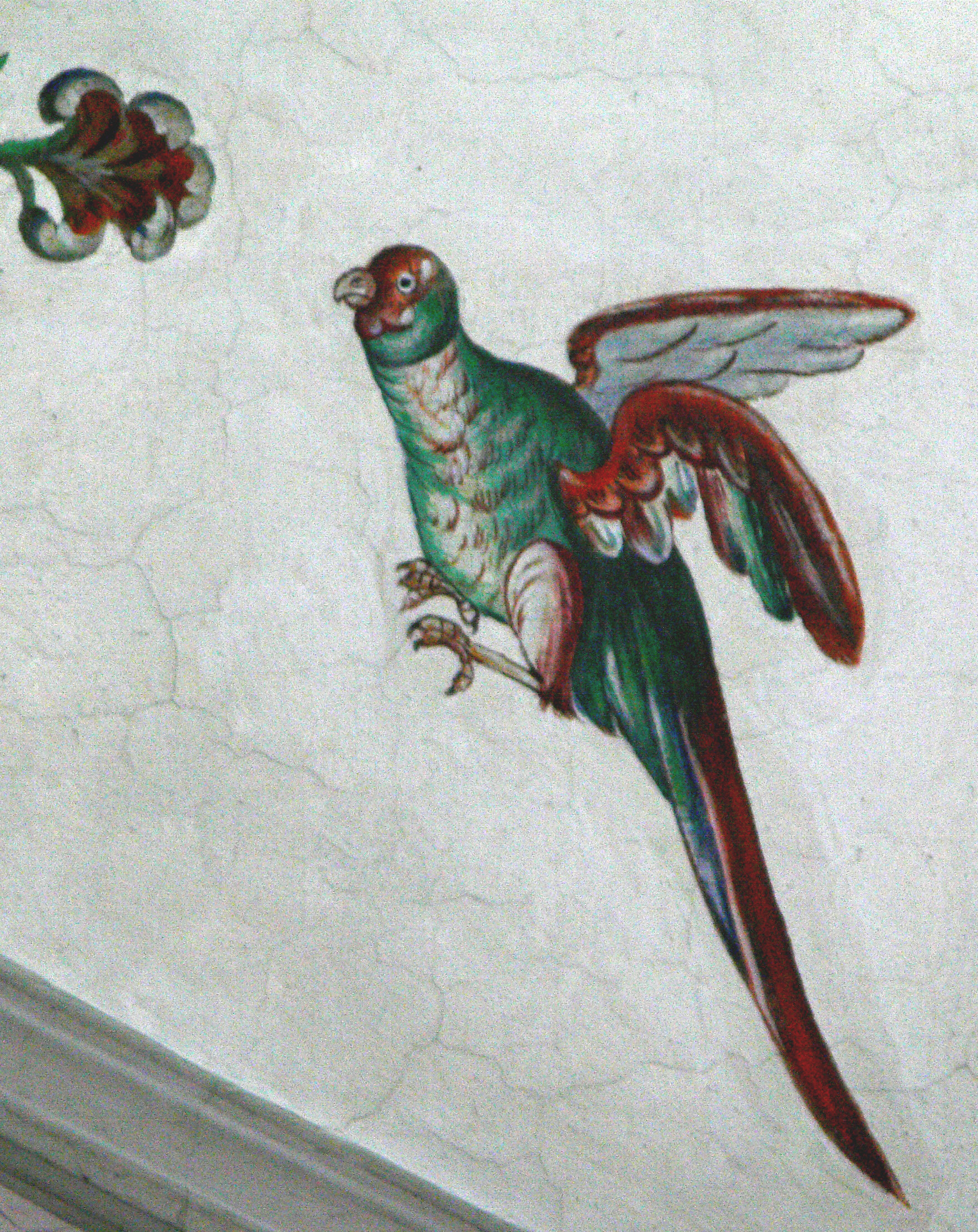
Immagine di un uccello dal soffitto dipinto
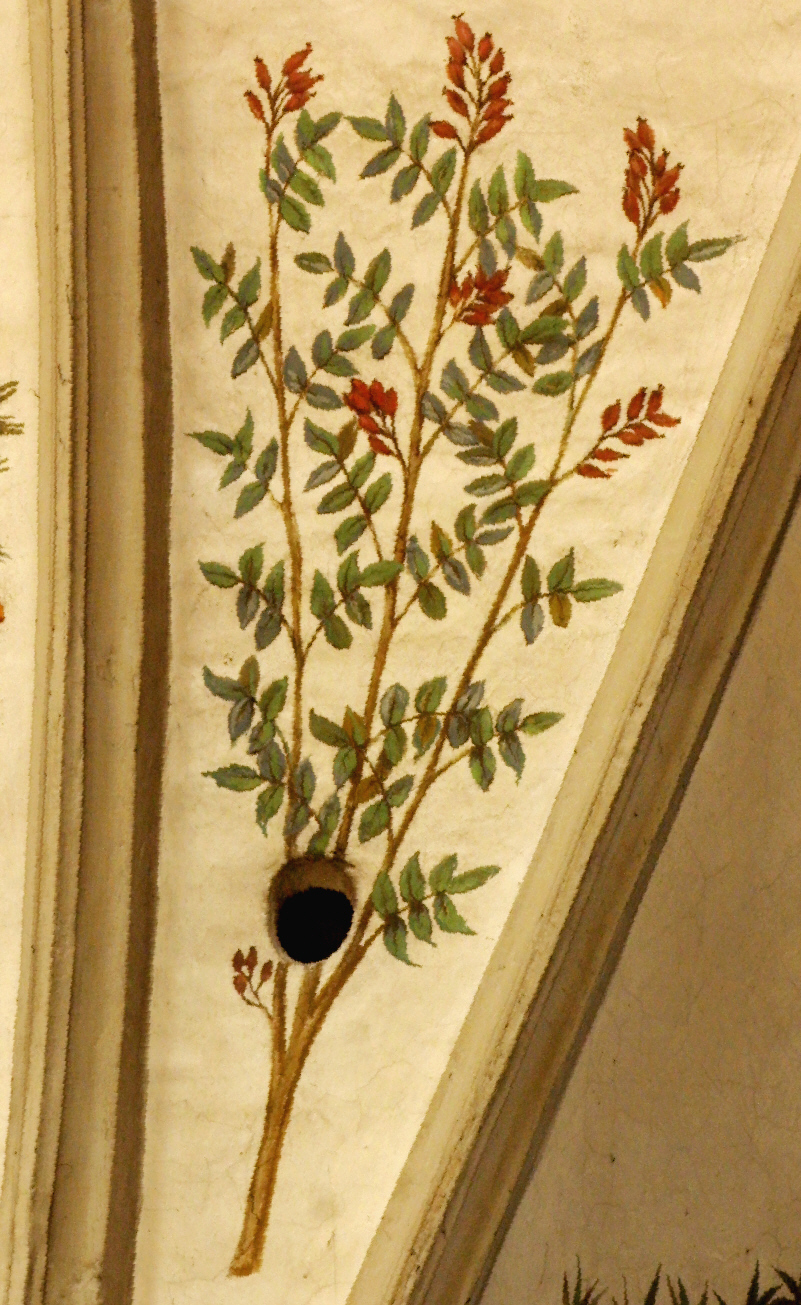
Liquirizia dal giardino del paradiso
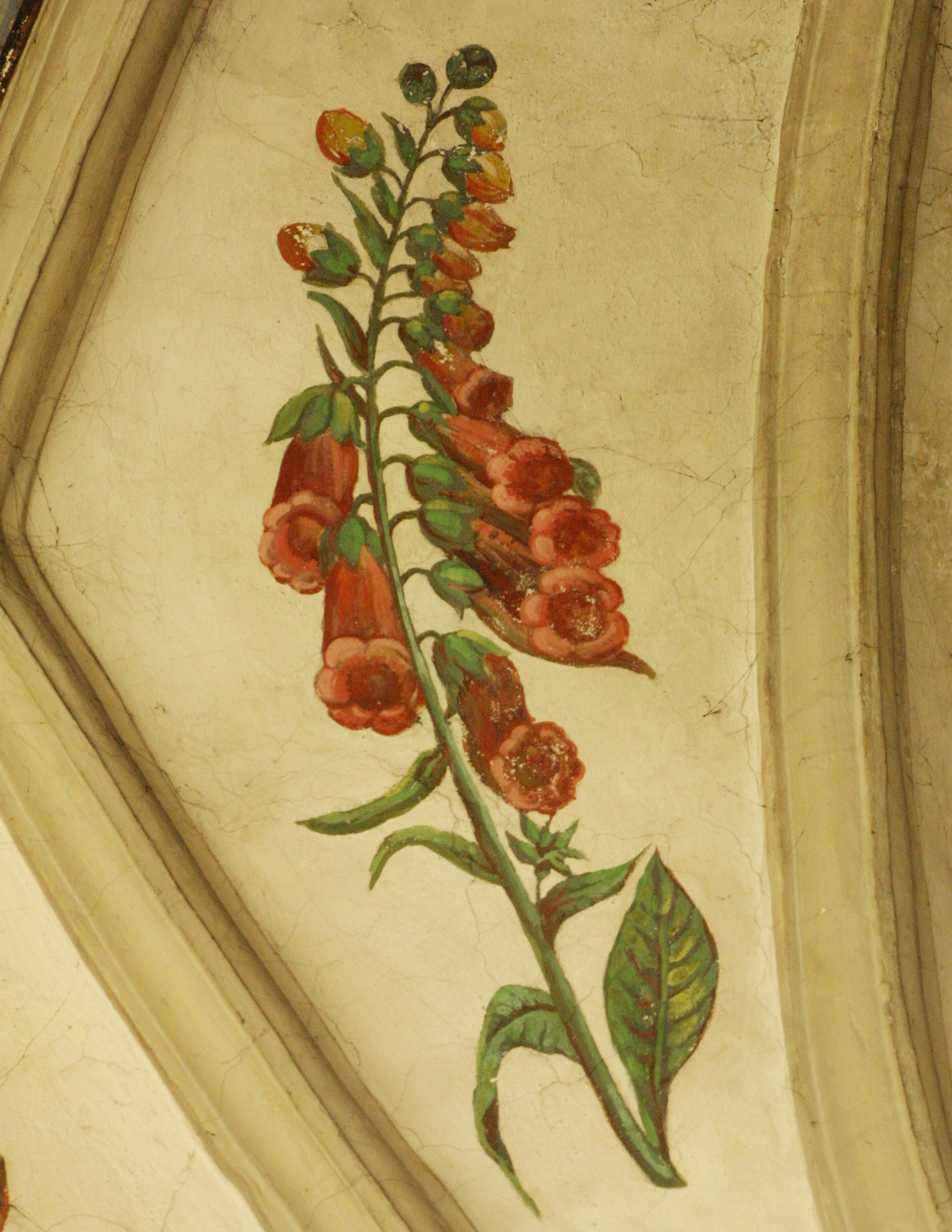
Foxglove dall'erbario
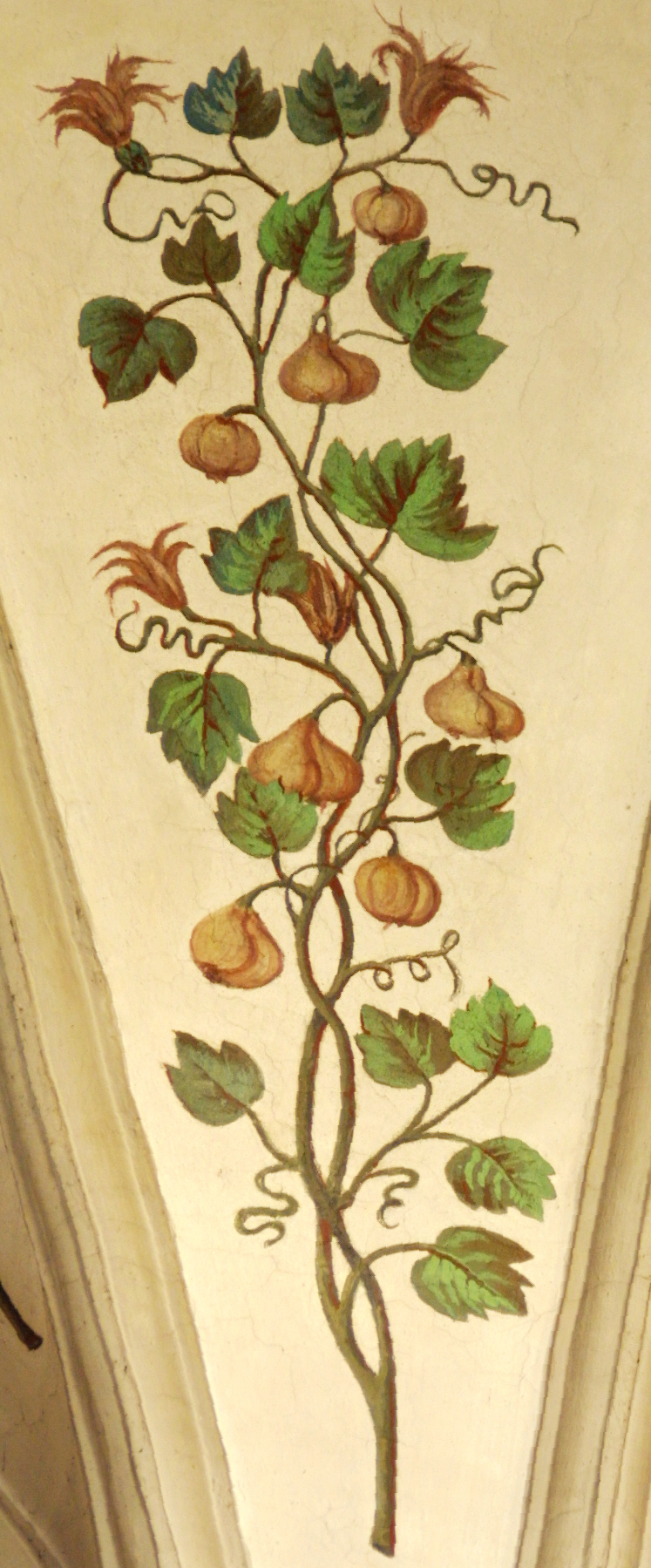
Zucca dalla volta della navata centrale
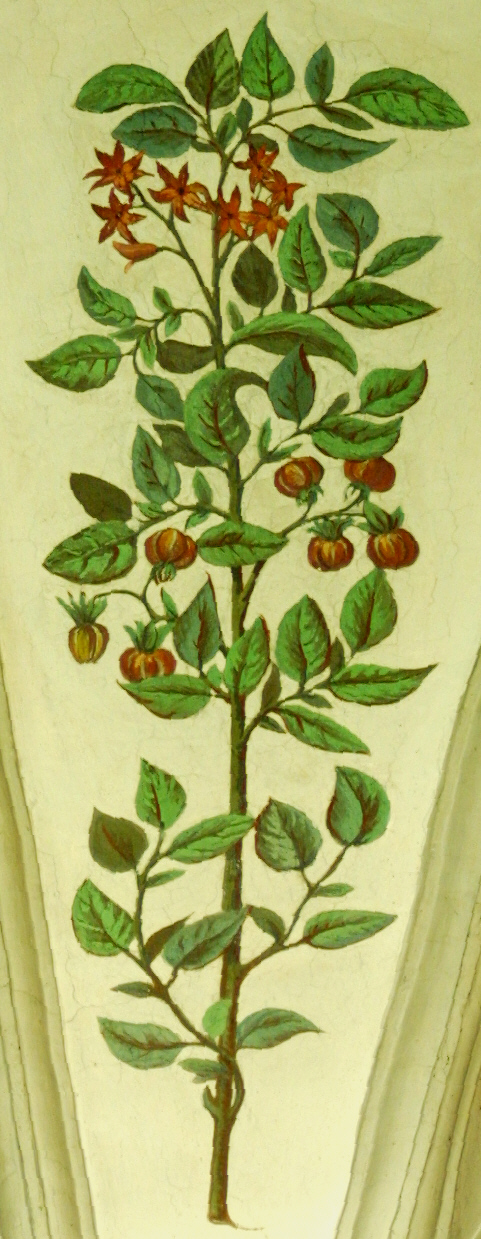
Pianta di pomodoro dal soffitto dipinto

I dipinti nelle volte delle altre navate sono solo del XVIII secolo, cento anni dopo. Diversi uccelli canterini e sei pappagalli sono gli unici animali sui dipinti del soffitto.
Quasi tutte le piante sono mostrate in condizioni di fioritura o fruttifificazione. Gli errori, inclusa la resa cromatica, sono rari: solo il fiore del fagiolo è dipinto di giallo anziché di bianco. Ci sono punti focali nella disposizione. Ciò è ovviamente dovuto alla classificazione delle piante secondo le gerarchie. I dipinti sembrano essere basati sull'opera di Alberto Magno, che descrisse perfettamente gli alberi e le piante. I funghi e le colture meno apprezzate non sono mostrate. Alberi e arbusti predominano nell'incrocio e nel transetto e alberi da frutto nella navata centrale. Nelle navate laterali ci sono principalmente fiori come narcisi e genziane.
La storica dell'arte Cornelia Skodock vede connessioni tra i dipinti del soffitto e il tempo in cui vennero creati. I dipinti dovrebbero rappresentare l'intera flora conosciuta, ma dovrebbero anche essere visti come una venerazione della creazione e potrebbero essere intesi come una misura della Controriforma.

### Navata laterale sinistra (nord)
Nella navata sinistra ci sono sette monumenti funebri dei principi vescovi del Principato vescovile di Bamberga, che vi furono trasferiti dal Duomo di Bamberga:
- Weigand von Redwitz († 1556)
- Johann Philipp von Gebsattel († 1609)
- Johann Georg I. Sable di Giebelstadt († 1580)
- Ernst von Mengersdorf († 1591)
- Melchior Otto Voit di Salisburgo († 1653)
- Neidhardt von Thüngen († 1598)
- Veit II di Würtzburg († 1577)

Nella navata sinistra ci sono anche:
- Altari laterali
- Altare di nicchia
- Figure a lato dell'ingresso della sagrestia
- Coro
- Altare del coro
- Organo
- Altare di Ottone I

### Cripta con la tomba del vescovo San Ottone I
La cripta fu creata ristrutturando il coro nel periodo barocco. È anche utilizzata come museo sulla vita del vescovo di Bamberga Ottone I (1060-1139). La sua tomba, sul lato ovest della cripta, fu costruita nella prima metà del XV secolo ed è collegata all'altare, a lui dedicato, posto di fronte. Ha la particolarità di avere un portello che consente ai pellegrini di avvicinarsi molto alle reliquie del vescovo, canonizzato nel 1189, e di mostrargli la loro venerazione chinandosi. Fino ad oggi, i credenti continuano a fare pellegrinaggi in questa tomba, che dovrebbe liberarli da problemi alla schiena quando si inchinano. 
Rilievi sul lato nord:

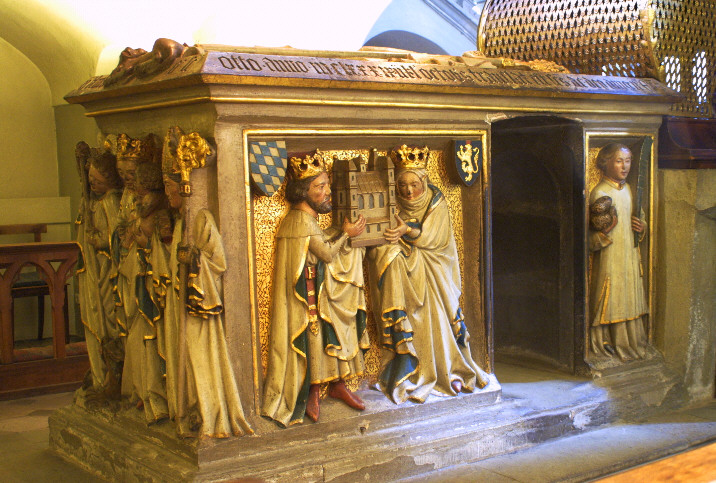
Tomba di Ottone I (inizi del XV secolo)

- a sinistra i santi Enrico II e Cunegonda con il modello della cattedrale di Bamberga, con, in rilievo nella parte superiore sinistra, lo stemma del ducato di Baviera e di fronte lo stemma del Principato vescovile di Bamberga
- a destra del la statua di Santo Stefano (con la dalmatica, la palma del martirio e le pietre del suo martirio)

Rilievi sul lato est:
L'Arcangelo Michele, Maria con il Bambino e un santo vescovo (vescovo Ottone I di Bamberga o apostolo francone Chiliano)
Rilievi sul lato sud:
- a sinistra San Lorenzo (in veste di diacono e con la graticola come suo attributo)
- a destra Giovanni Evangelista (con libro e aquila) e Giovanni Battista (con l'Agnello di Dio).[4]

La lastra tombale contiene la figura intera del vescovo Ottone, sul cui lato inferiore sinistro c'è un abate inginocchiato, che non è stato ancora identificato, e una scritta su tre lati. Inoltre, l'unica rappresentazione colorata di un draco bambergensis, un drago di Bamberga, è murata sulla tomba. 

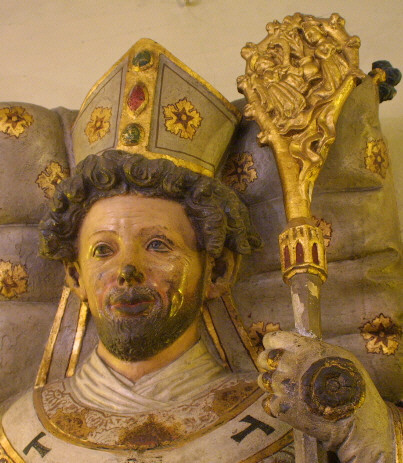
Vecchia lastra tombale (intorno al 1280) della prima tomba perduta del vescovo Ottone I.

Sulla parete est della cripta si trova la vecchia lastra della prima tomba perduta (intorno al 1280) del vescovo Ottone I (con il pallio, il pastprale, la mitra e il libro).

### Navata destra (meridionale)
La navata destra sul muro esterno contiene anche tre monumenti tombali di principi vescovi della cattedrale di Bamberga:
- Johann Philipp Anton Freiherr von und zu Franckenstein († 1753)
- Adam Friedrich von Seinsheim († 1779)
- Franz Konrad von Stadion e Thannhausen († 1757)

C'è anche un monumento a coloro che sono stati uccisi durante la prima guerra mondiale
- un altare in una nicchia
- l'altare maggiore
- altari laterali
- il pulpito
- il coro
- immagini della vita del vescovo Ottone I
- figure all'uscita della chiesa

### Cappelle laterali
- Marienkapelle
- Cappella del Santo Sepolcro

Interni
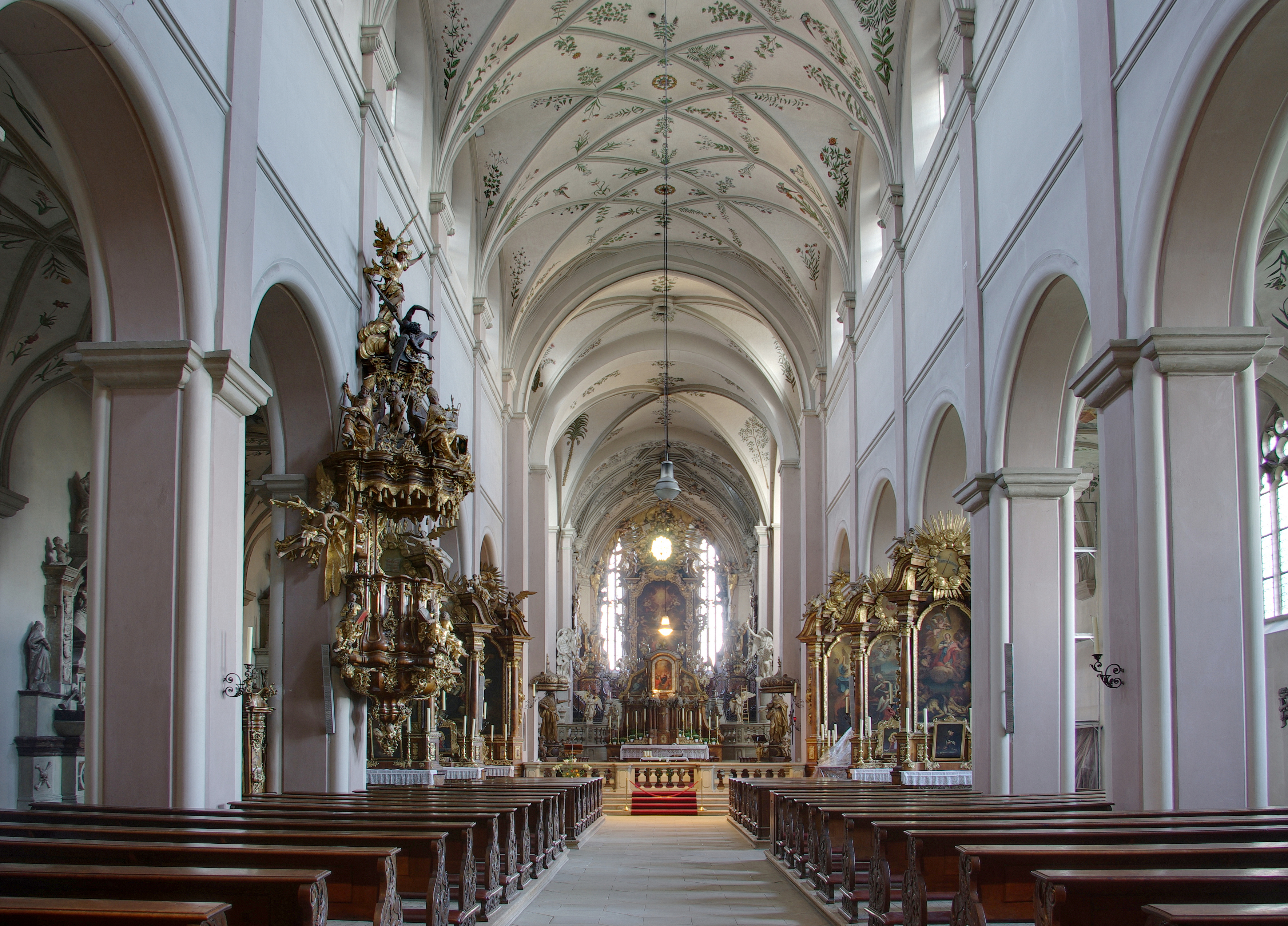
Interno, vista dall'ingresso verso l'altare
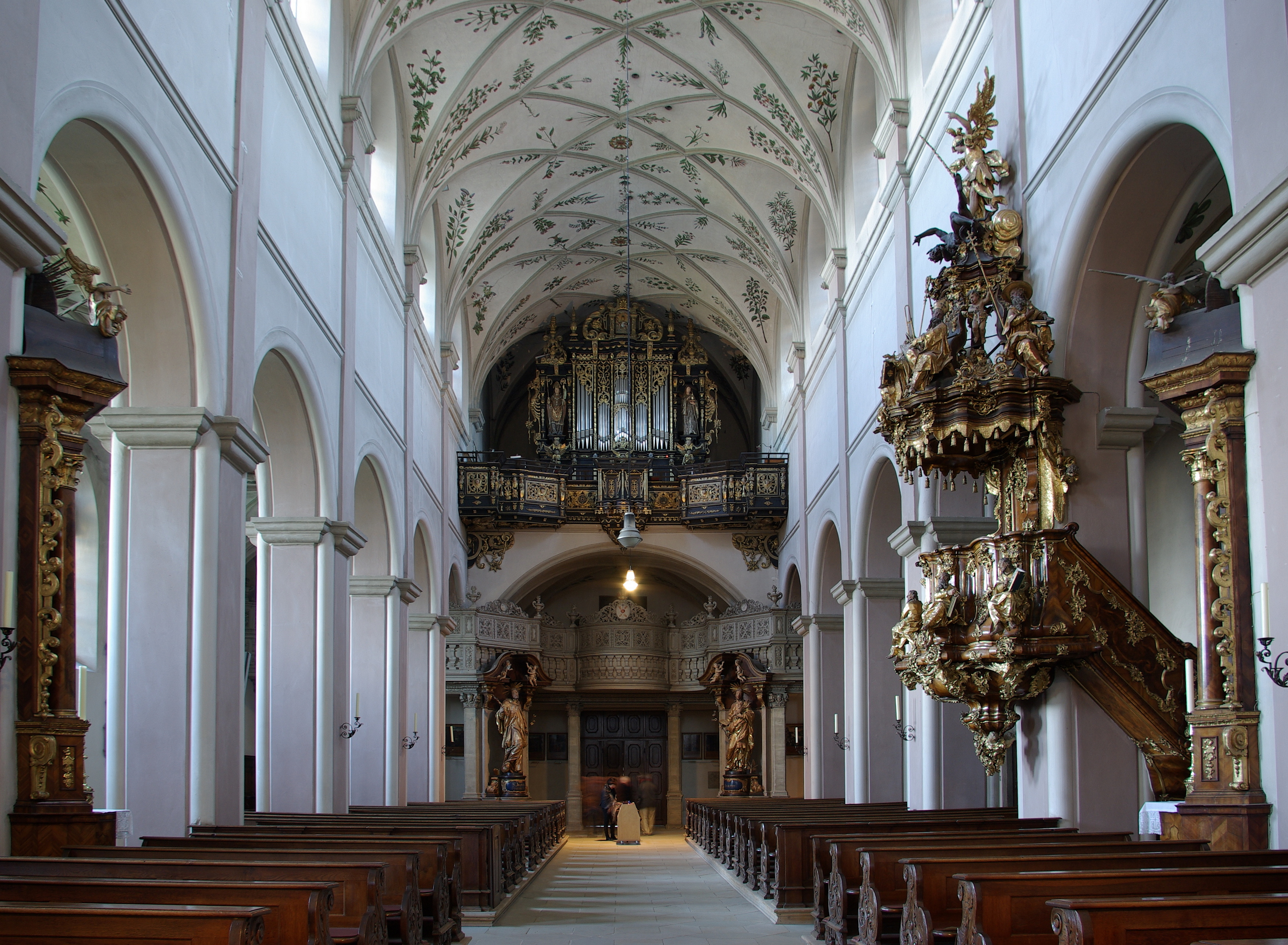
Interno, vista dall'altare all'organo
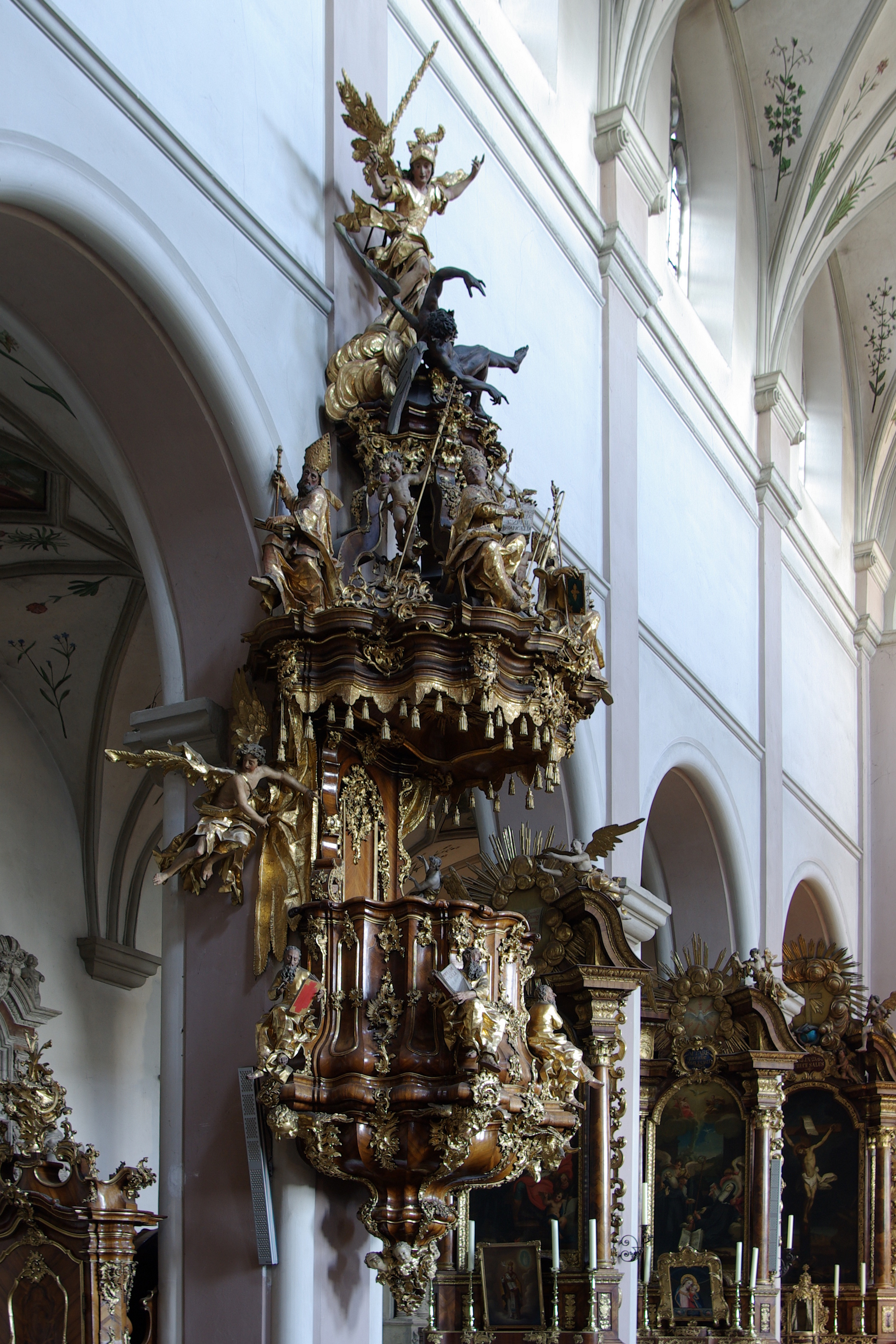
Pulpito
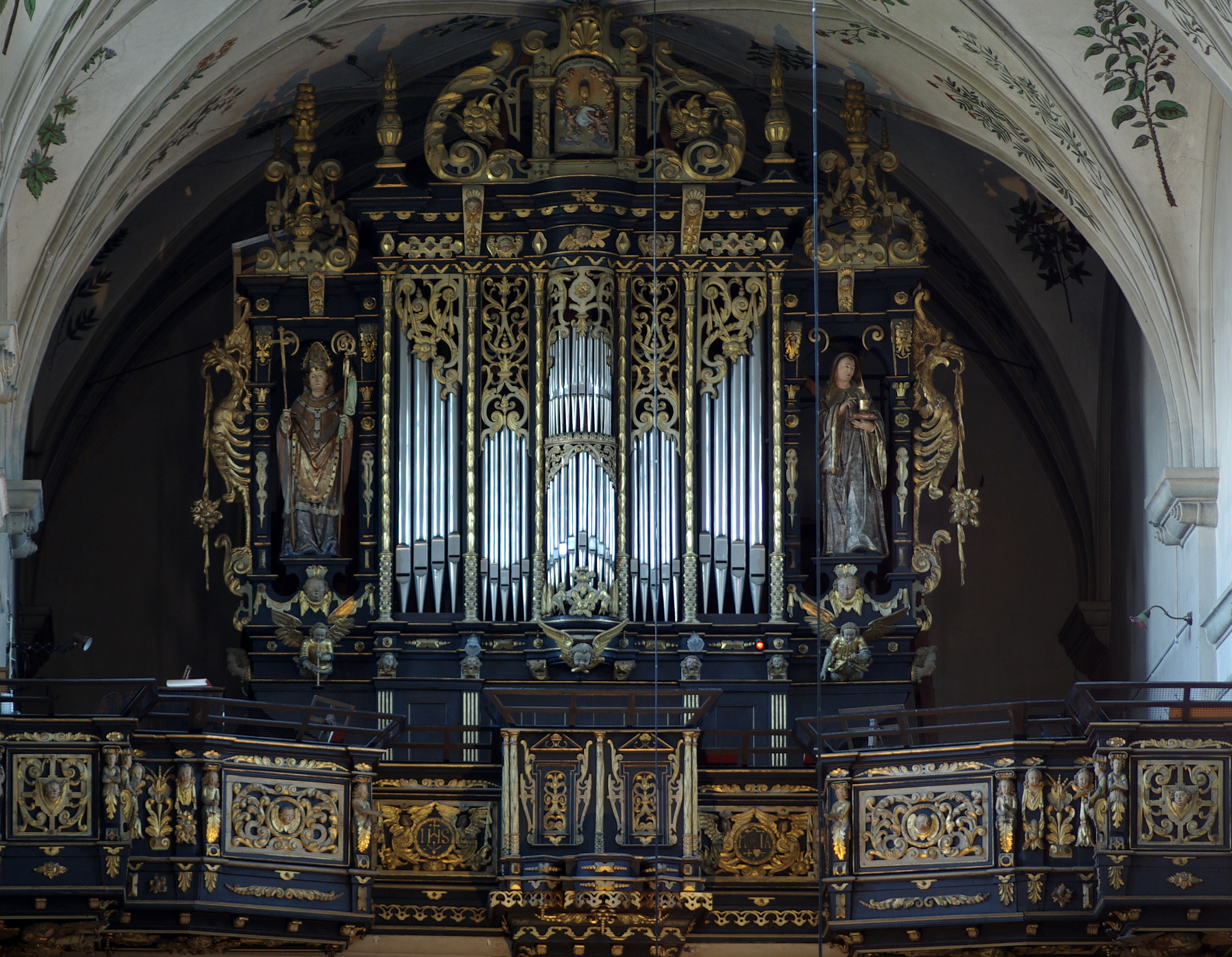
Organo
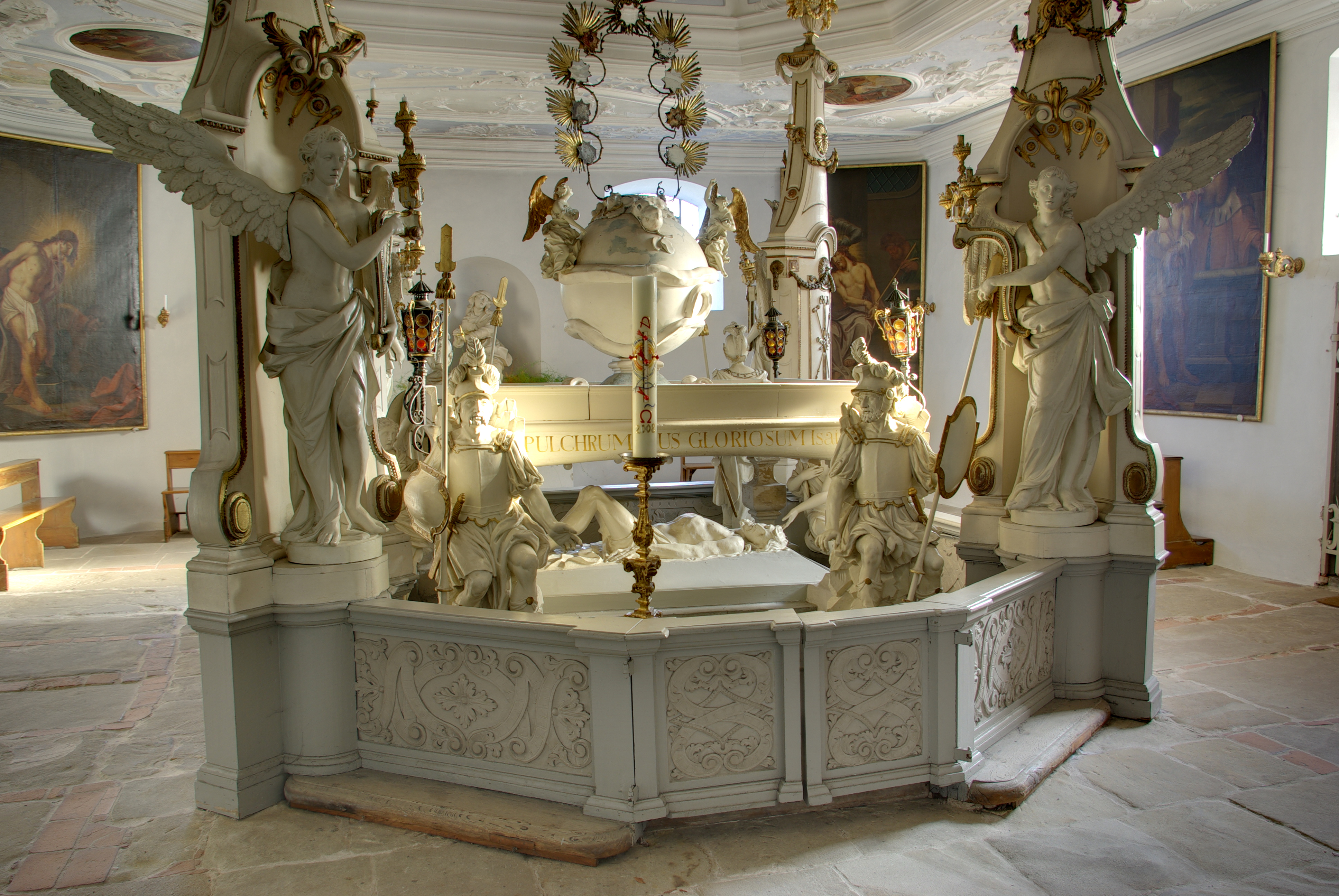
Cappella del Santo Sepolcro: corpo di Gesù e guardiano (intorno al 1730)
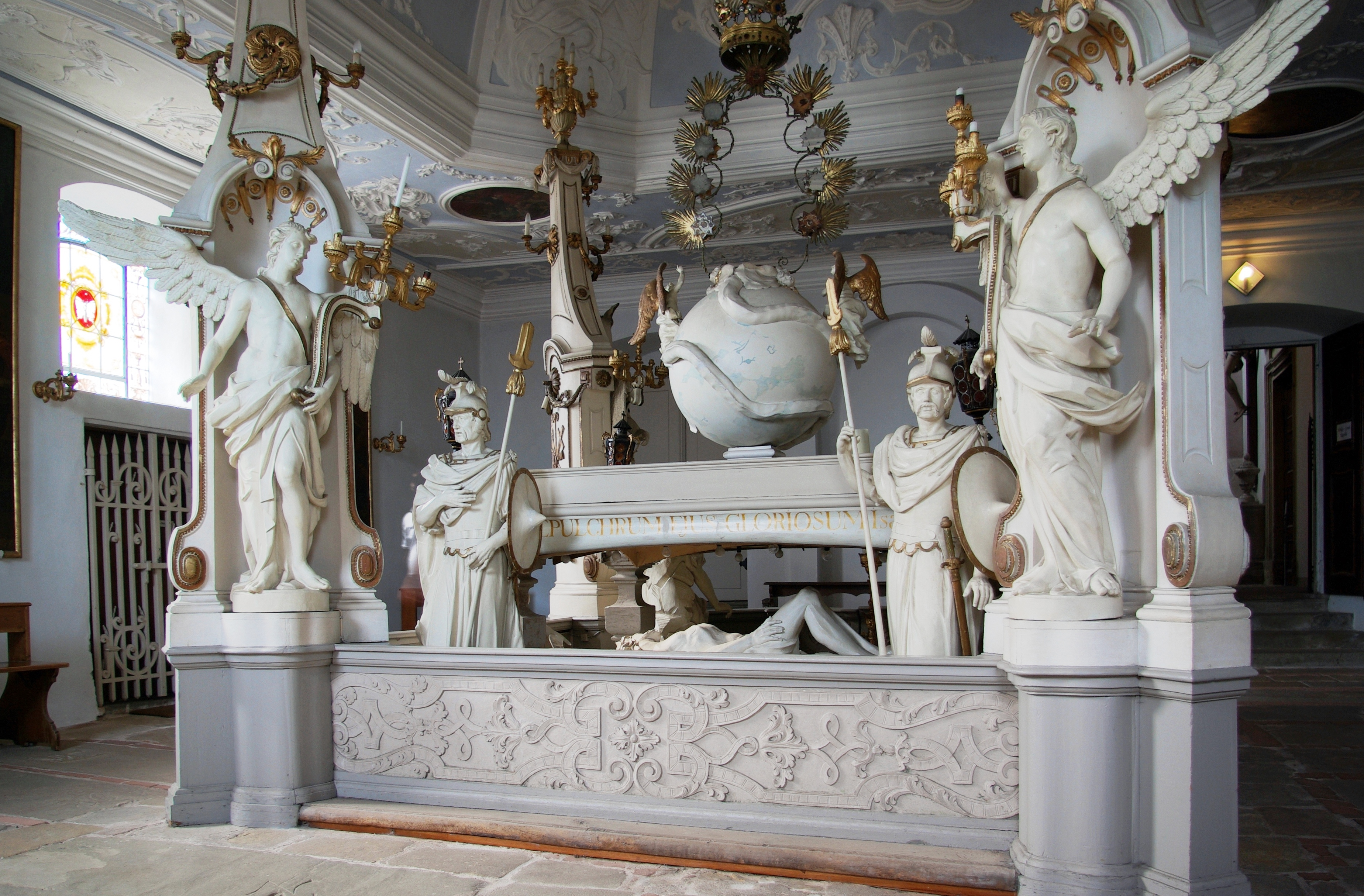
Cappella del Santo Sepolcro: globo con serpente
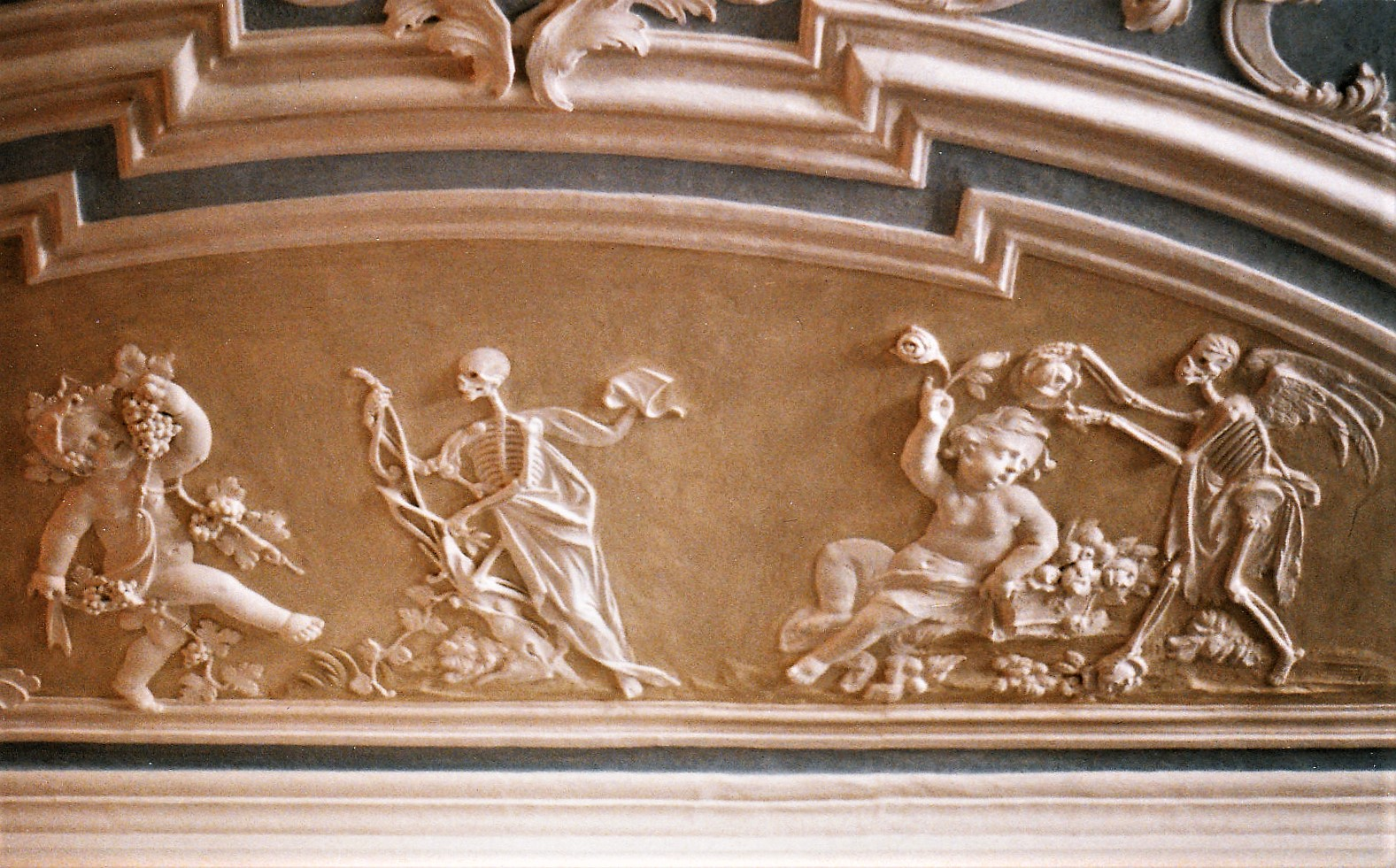
Stucco, con danza della morte, sul soffitto della Cappella del Santo Sepolcro
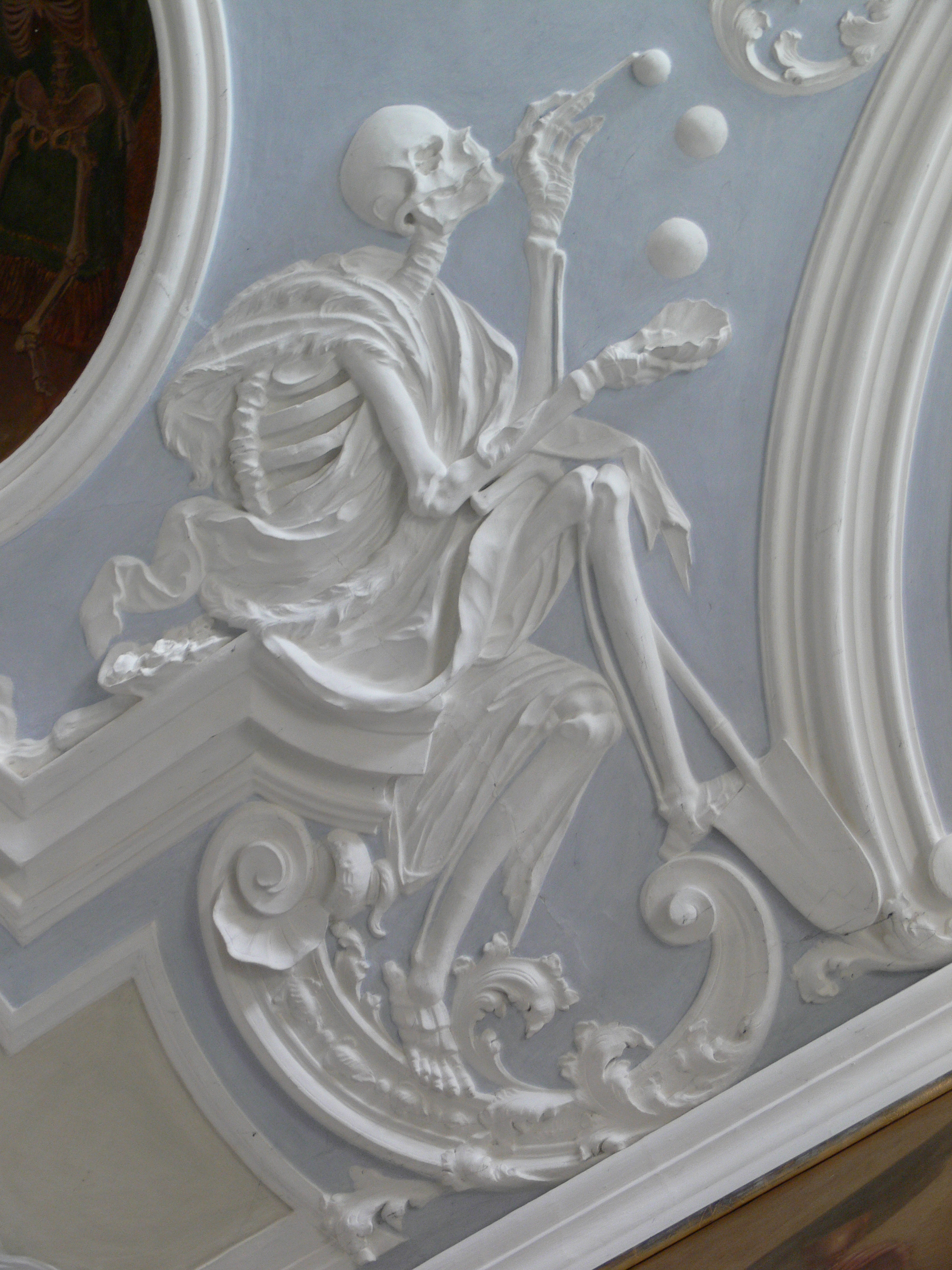
La morte (1730)

## Chiostro e giardini del monastero
L'abbazia e l'edificio conventuale, costruito tra il 1696 e il 1712 secondo i piani di Johann Leonhard Dientzenhofer, si trova a nord della Michelskirche. Degni di nota nell'ala principale o nord sono il grande refettorio estivo (la sala da pranzo), l'ex biblioteca, la cosiddetta sala da biliardo e la cappella dell'abate. La sala capitolare confina con il chiostro nell'ala est. Questi edifici sono ora utilizzati come casa di riposo.
A ovest della Michelskirche si trova l'ex cortile del monastero con la cappella della porta di St. Oswald. Le tre ali furono create intorno al 1740; Anche Balthasar Neumann intervenne nella pianificazione nel 1742. È stato allestito un museo della birra nell'ex birrificio del monastero nell'ala nord.
Nel cortile si trova la fontana del Mercurio progettata da Johann Nikolaus Resch. 

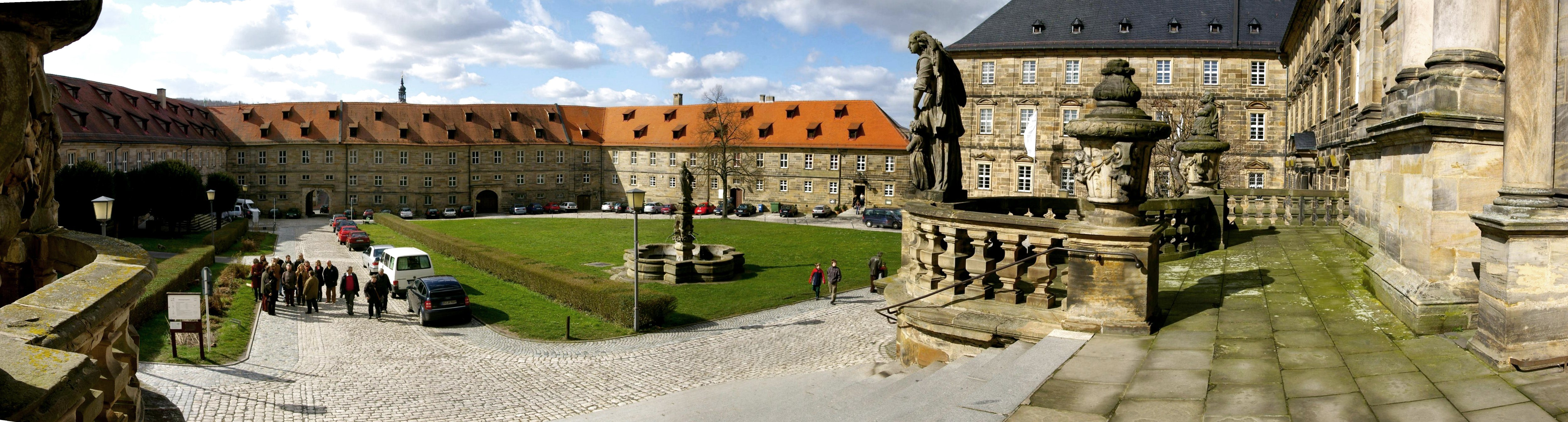
Parco della Klosterkirche

I giardini terrazzati digradanti a nord e nord-est del complesso verso Regnitz furono creati sotto l'abate Ludwig Dietz († 1759) e il suo successore Gallus Brockard († 1799). C'è anche un aranceto nella parte meridionale del giardino del monastero.
Nel 1849, Johannes Wildberger aprì un centro medico ortopedico negli edifici del monastero.
Il pendio esposto a sud, che è noto come Camerathen (dormitorio), dal XII secolo, era un vigneto, ed è stato ricoltivato come vigneto al Landesgartenschau 2012. Il Silvaner che cresce qui, così come le raffinate grappe e liquori a base di frutta, proveniente dal giardino del monastero, sono commercializzati con il marchio "Bamberger Stiftsgarten".

Esterni
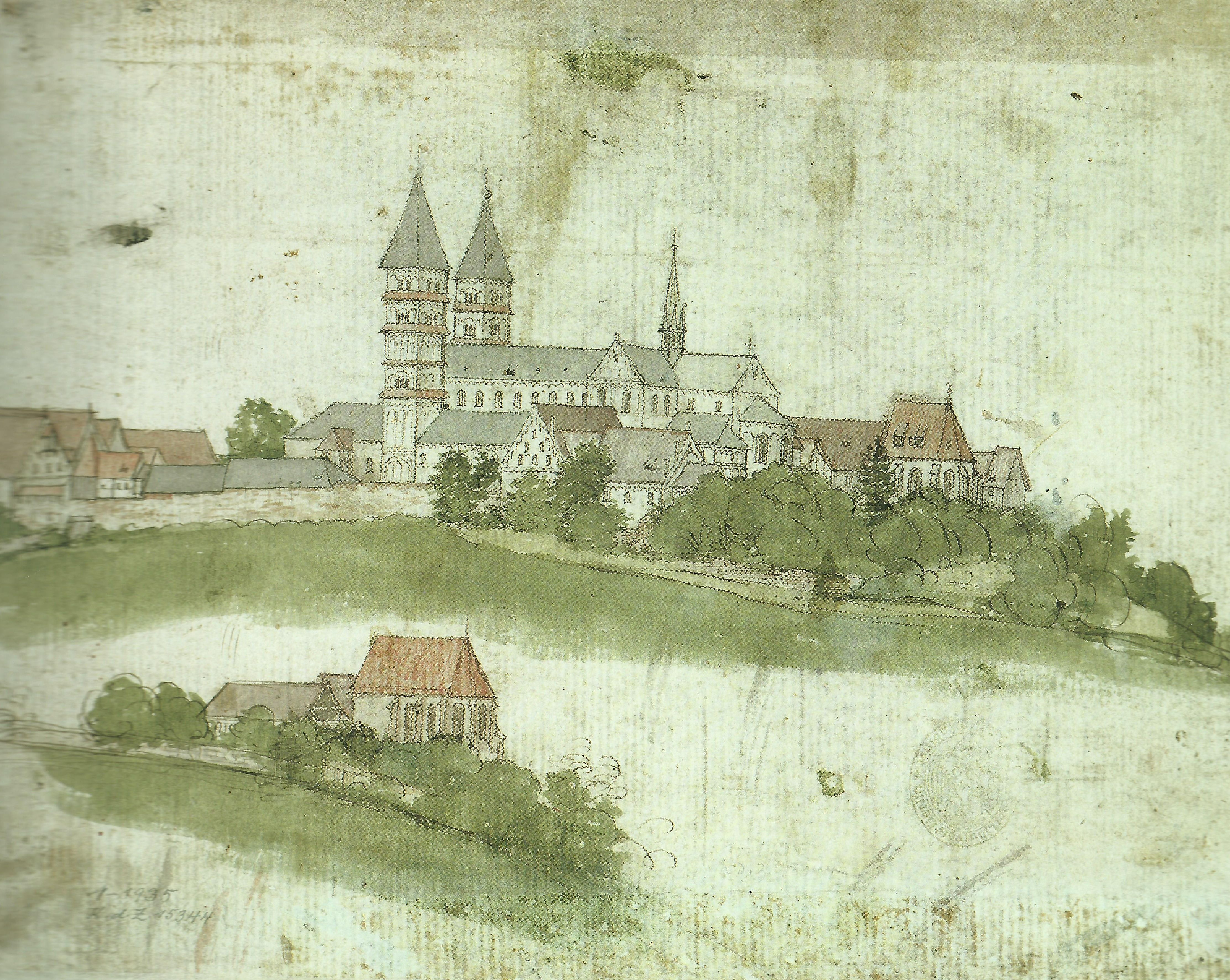
Wolfgang Katzheimer: complesso monastico, disegno a penna intorno al 1480/85 (Fondazione del patrimonio culturale prussiano)
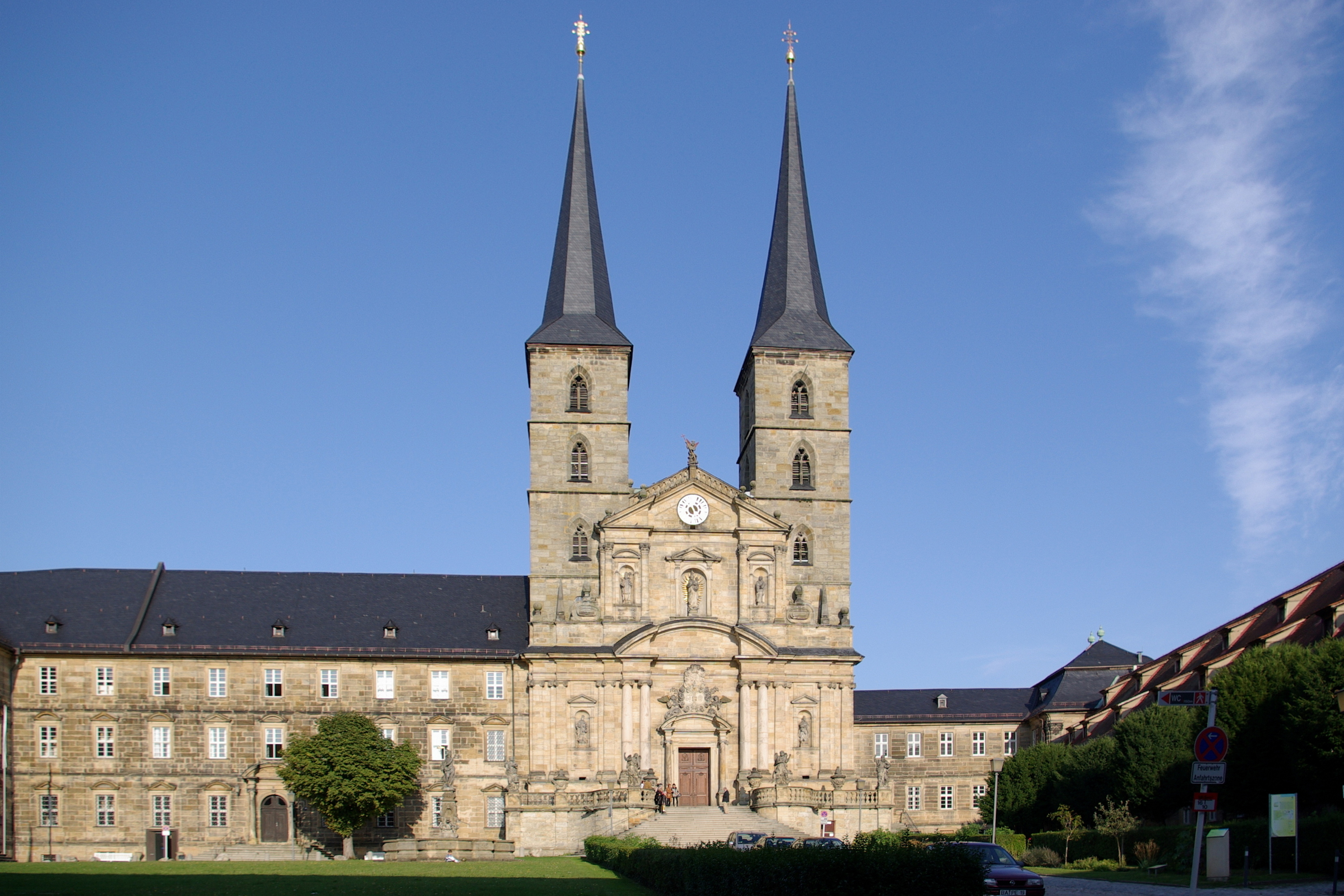
Vista esterna
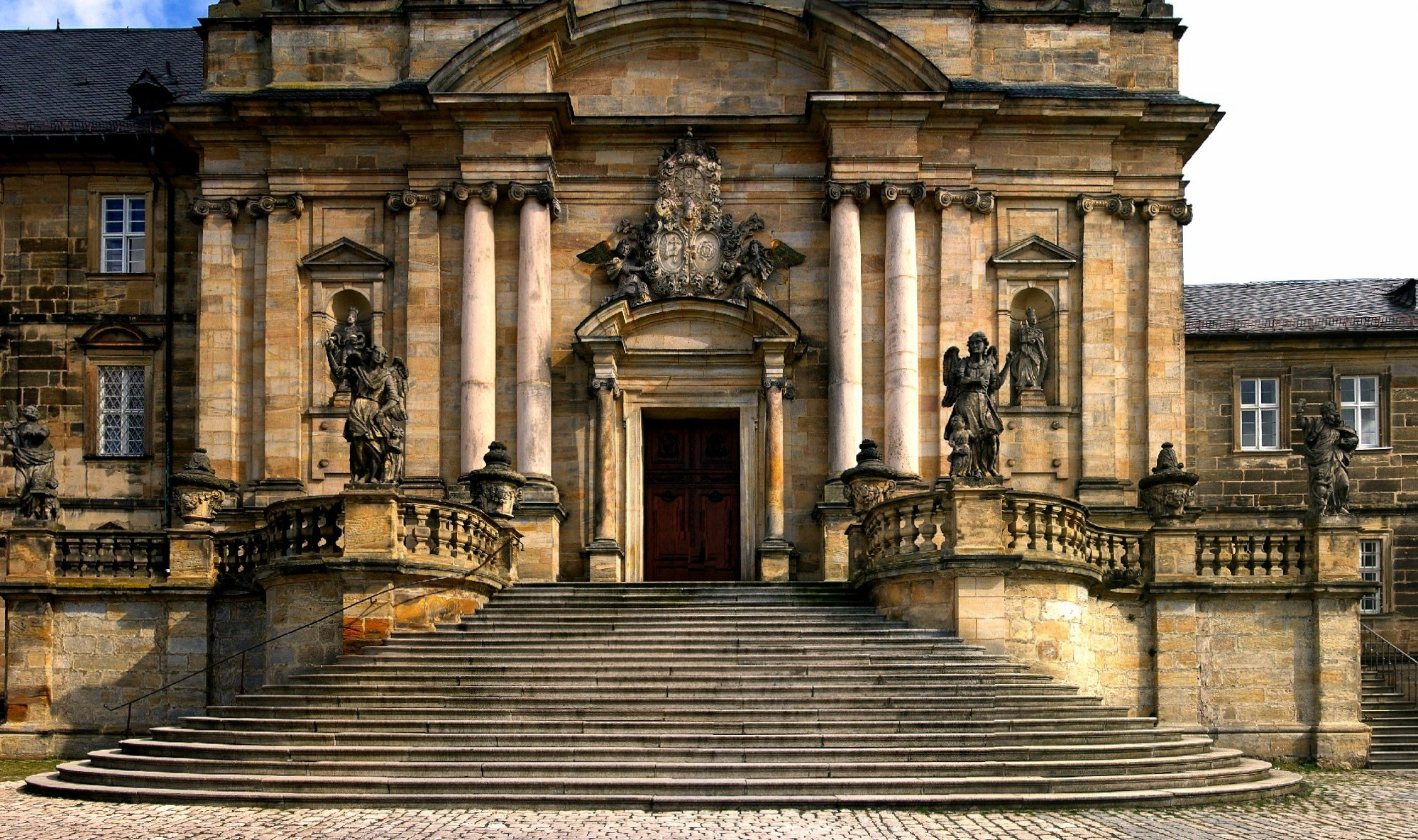
Portale principale della chiesa del monastero
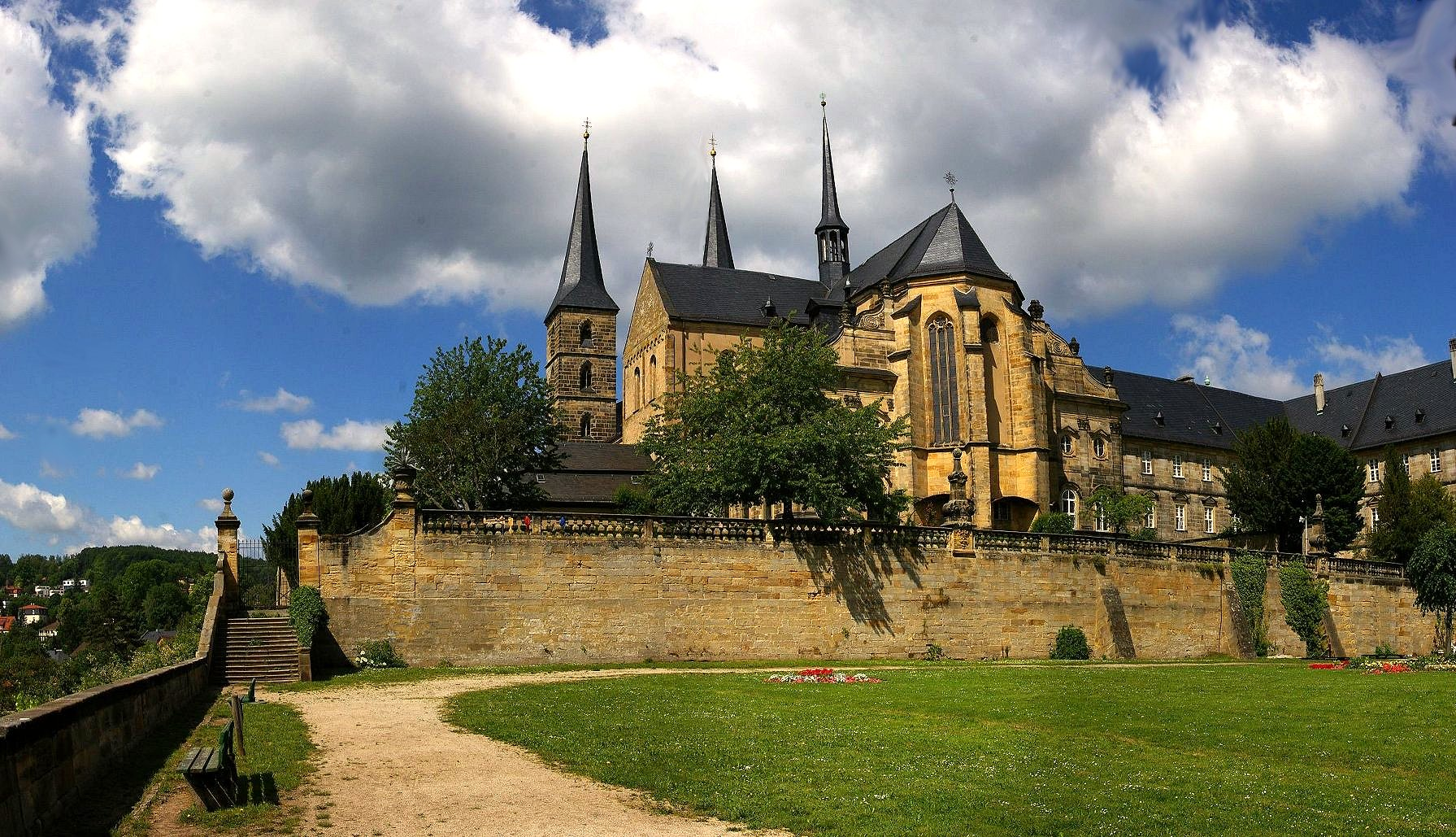
Retro della chiesa e del parco del monastero
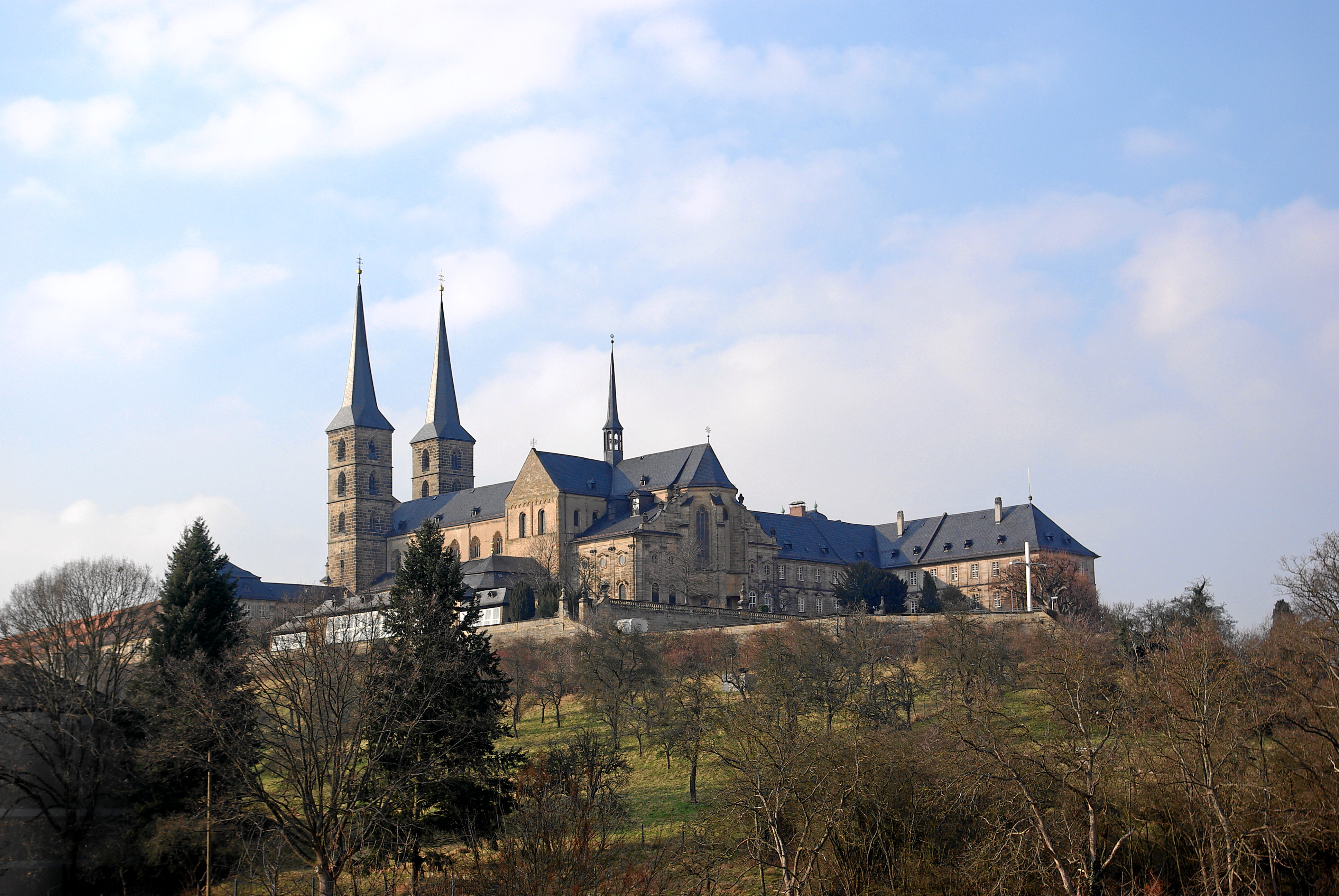
Il monastero di Michaelsberg visto dal roseto
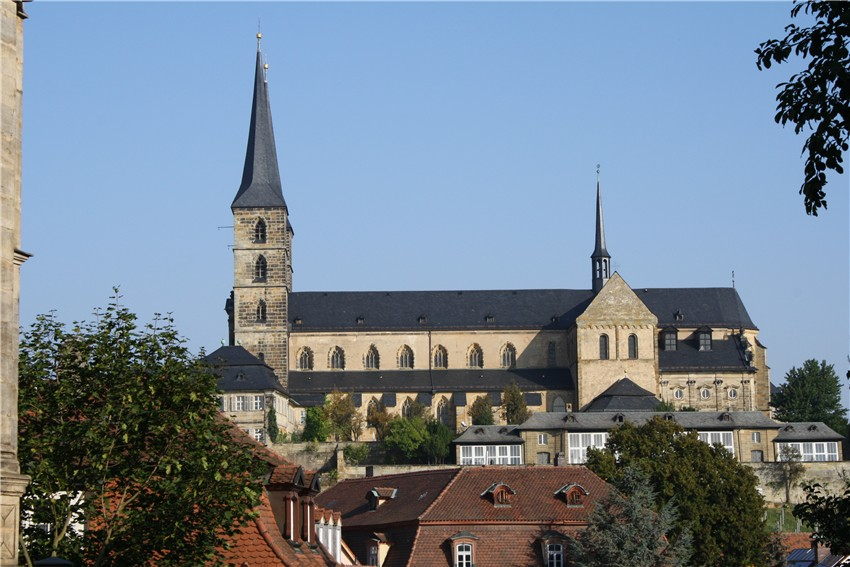
Il monastero visto da St. Jakob